# Gunter Schnaubelt
Gunter Siegfried Schnaubelt (* 31. Jänner 1942 in Waidhofen an der Ybbs; † 4. November 2012 in Wien) war ein österreichischer Fußballschiedsrichter.
Schnaubelt wuchs in Zwettl auf, kam aber bereits vor der Lehre als Elektromonteur nach Wien. Dort spielte er auch bei Helfort als Mittelstürmer. Seine Frau Anna brachte ihn wegen zahlreicher Verletzungen auf die Idee, seine Karriere zu beenden und Schiedsrichter zu werden. Deshalb legte er 1962 beim Wiener Schiedsrichterkollegium die Schiedsrichterprüfung ab. 1965 wechselte Schnaubelt nach seiner Übersiedlung nach Korneuburg zum Niederösterreichischen Schiedsrichterkollegium.
Ab 1976 leitete Schnaubelt Spiele der Zweiten Division (zweithöchste Spielklasse). Und auch hier blieb er nicht von Verletzungen verschont. Bei einem Spiel des DSV Leoben in Donawitz lief er mit einem Verteidiger zusammen, wobei er seine Schneidezähne einbüßte. Dennoch leitete er unter Schmerzen das Spiel noch zu Ende. Schnaubelt, der bis 1982 dem Kader der Bundesligaschiedsrichter angehörte, kam in dieser Zeit auf 30 Spielleitungen. Dabei bildete er mit Heinz Holzmann und Heinz Bugl ein Team, wobei jeweils einer als Schiedsrichter und die beiden anderen als Linienrichter fungierte. Bis zum Erreichen des Alterslimits 1990 gehörte Schnaubelt dem Kader der Regionalligaschiedsrichter an.
Schnaubelt galt als strenger Schiedsrichter, der dem Regelwerk Geltung verschaffte. Dennoch hatte er nur zwei Spielabbrüche zu verzeichnen. Einmal in den Niederungen der letzten Klasse, nach der Verhängung eines Strafstoßes gegen den Heimverein, worauf er von einem Spieler tätlich angegriffen wurde, und einmal als er in der NÖ-Landesliga in Neunkirchen nicht weniger als fünf Spieler der Heimmannschaft vom Platz stellte, worauf die Mindestzahl von sieben Spielern nicht mehr auf dem Feld standen.
Zu den Höhepunkten seiner Laufbahn gehören, neben Schiedsrichtereinsätzen bei der Heeres-WM in Lüttich und in Alkmaar, ein Einsatz als Linienrichter (Schiedsrichter war Adolf Mathias) im Länderspiel der Deutschen Demokratischen Republik gegen Ungarn (19. November 1980 in Halle (Saale); Ergebnis 2:0).
Nach Abschluss seiner aktiven Karriere schlug Schnaubelt eine Laufbahn als Funktionär ein. Von 1990 bis 2007 war er dabei Schiedsrichterbeobachter in der Regionalliga und von 1991 bis 2000 auch Schiedsrichterbeobachter in der Bundesliga. Einen Meilenstein setzte er in den 1980er Jahren, als er im Niederösterreichischen Schiedsrichterkollegium die EDV einführte, für die er bis 2007 als Administrator fungierte.
Beruflich brachte es Schnaubelt, der im zweiten Bildungsweg die Matura nachholte, bis zum Regierungsrat im Bundesministerium für Landesverteidigung.
Neben dem Fußball galt Schnaubelts Interesse auch dem Schachsport, wo er für den Schachverein Korneuburg tätig war. Dort war er einer der erfolgreichsten Aktiven des Vereines und gewann neben zahlreichen anderen Titel zweimal die Stadtmeisterschaften von Korneuburg. Darüber hinaus galt sein Engagement der Jugendarbeit des Vereins.
Schnaubelt wurde am Baumgartner Friedhof (Gruppe L, Nummer 18) in Wien bestattet.